# Rudolf Treybal
Rudolf Treybal (19. dubna 1854 Chrášťany – 24. srpna 1911 Jindice) byl rakouský a český zemědělský pedagog, agronom a politik, na konci 19. století poslanec Českého zemského sněmu.

## Biografie
Vystudoval reálku v Rakovníku a pak roku 1875 absolvoval pražskou techniku (obor lučební, přírodní a hospodářský). Téhož roku nastoupil jako suplující profesor na učitelský ústav v Jičíně. Složil státní zkoušku pro vyšší střední školy z chemie a fyziky (roku 1878) a pro nižší střední školy z přírodovědy (1882). Konal četné studijní cesty po Evropě. Zkoumal klíčivost semen, hnojiva a prováděl chemické rozbory. Prosazoval družstevnictví mezi českým rolnictvem.

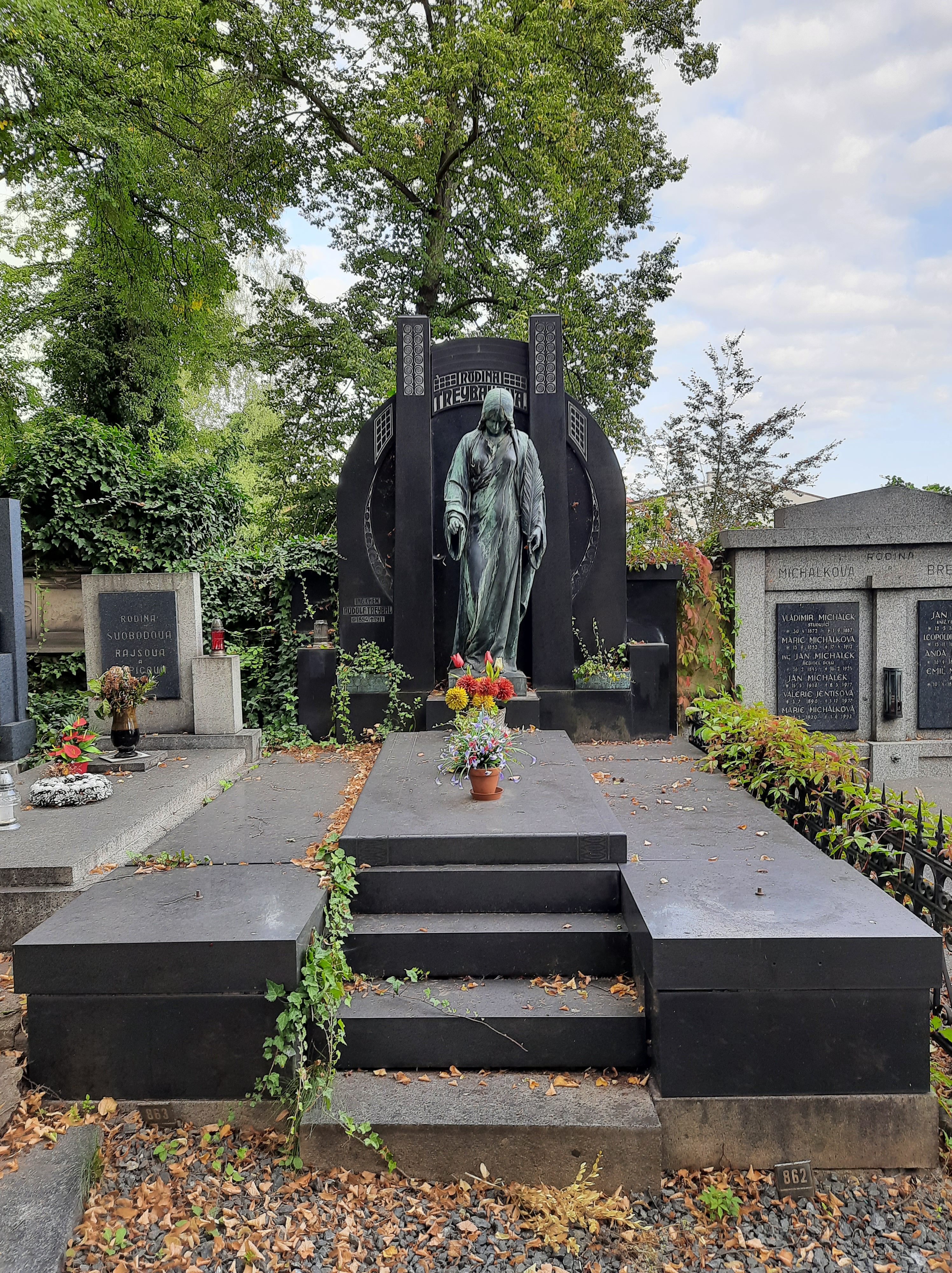
Hrobka Rudolfa Treybala na Městském hřbitově v Rakovníku

V Jičíně se podílel na založení zimní hospodářské školy. Už v roce 1878 podal návrh na zřízení hospodářské školy. Správní orgány ale s poukazem na existenci jiných hospodářských škol v regionu doporučily ustavení zimní školy, která byla otevřena v prosinci 1883. Šlo o první takový ústav s českým vyučovacím jazykem. Později působil v západních Čechách. Od roku 1883 byl ředitelem rolnické školy v Klatovech, kde působil po devět let. Škola během nich získala novou budovu a bylo při ní zřízeno školní zemědělské hospodářství. Snažil se o obnovení pěstování chmele na Klatovsku a roku 1885 založil na obecním pozemku chmelnici. Roku 1892 přešel do Plzně, kde na přání zemského výboru vedl tamní nově zřízenou hospodářskou školu. Roku 1904 pak nastoupil do Českých Budějovic na tamní českou rolnickou školu. Zde pracoval po šest let. Roku 1910 odešel na vlastní žádost do penze. Usadil se na velkostatku Jindice u Kutné Hory.
Koncem 80. let 19. století se zapojil i do zemské politiky. Ve volbách v roce 1889 byl zvolen v kurii venkovských obcí (volební obvod Přeštice, Nepomuk) do Českého zemského sněmu. Politicky patřil k mladočeské straně. Rezignace na mandát byla oznámena na schůzi sněmu v září 1892.
Zemřel v srpnu 1911 na statku v Jindicích a byl pohřben v majestátní hrobce na městském hřbitově v Rakovníku.